# エヴィ・ザッヘンバッハー＝シュテーレ
エヴィ・ザッヘンバッハー＝シュテーレ（Evi Sachenbacher-Stehle、1980年11月27日 - ）は、ドイツ、バイエルン州トラウンシュタイン出身のクロスカントリースキー選手。

## プロフィール
1998年のノルディックスキージュニア世界選手権に初出場、5km4位、15km10位の成績を残した。1998年12月27日にクロスカントリースキー・ワールドカップにデビューしスプリント14位、1999年ジュニア世界選手権では5km4位、15kmで銅メダルを獲得した。
続く1999年ノルディックスキー世界選手権代表に選ばれ5km23位、15kmパシュート25位、リレーでは銅メダル獲得に貢献した。
2000年のジュニア世界選手権では5km銅メダル、15kmでは金メダルと大活躍した。
2001年12月27日に行われた個人スプリントでワールドカップ初勝利、年が明けた2月のソルトレイクシティオリンピックでは個人スプリント銀、4x5kmリレーで金メダルを獲得した。
2003年ノルディックスキー世界選手権では4x5kmリレーで金メダル、2x5kmパシュート銀メダル、個人スプリント5位、30km6位と活躍。ワールドカップ総合でも自己最高位の4位となった。
2005年ノルディックスキー世界選手権10km17位、リレー4位、この年7月にアルペンスキー選手のヨハネス・シュテーレ(Johannes Stehle)と結婚した。
2006年トリノオリンピックではリレーで銀メダル、チームスプリント5位、30km13位、10km20位、このシーズン、ワールドカップ総合で自己最高位タイの4位となった。
2007年ノルディックスキー世界選手権札幌大会ではチームスプリントとリレーで銀メダルを獲得、パシュート4位、10km6位、30km10位。 2009年ノルディックスキー世界選手権ではリレーでまたしても銀メダル、チームスプリント7位、パシュート10位となった。
2010年バンクーバーオリンピックチームスプリント金メダル、リレー銀メダル、30km4位、パシュート11位、10km12位。2011年ノルディックスキー世界選手権ではリレー5位、パシュートと30kmは13位だった。

## 論争
2006年トリノオリンピックでは事前に行った血液検査で規定より高いヘモグロビン値が検出され、国際スキー連盟から5日間の出場停止を課せられた。この大会では彼女を含め12人が健康上の理由で5日間の出場停止処分を受けた。